# Oxidercia toxea
Oxidercia toxea là một loài bướm đêm trong họ Noctuidae.